# Jalysus spinosus
Jalysus spinosus är en insektsart som först beskrevs av Thomas Say 1824.  Jalysus spinosus ingår i släktet Jalysus och familjen styltskinnbaggar. Inga underarter finns listade i Catalogue of Life.